# Comando de Aeródromo A (o) 16/XII
El Comando de Aeródromo A (o) 16/XII (Flieger-Horst-Kommandantur A (o) 16/XII) fue una unidad de la Luftwaffe durante la Segunda Guerra Mundial.

## Historia
Fue formado el 1 de abril de 1944 en Fürth, a partir del Comando de Pista de Aterrizaje A 7/XIII. El 15 de junio de 1944 es renombrado como Comando de Aeródromo A (o) 32/VII.

## Servicios
- abril de 1944 – junio de 1944: en Fürth bajo el Comando de Base Aérea 11/XII.

## Orden de Batalla

### Unidades adheridas
- Comando de Pista de Aterrizaje Adlholz
- Comando de Pista de Aterrizaje Amberg
- Comando de Pista de Aterrizaje Buchschwabach
- Comando de Pista de Aterrizaje Nürnberg
- Comando de Pista de Aterrizaje Fürth-Industriehafen